# جون كراوفورد
جون كراوفورد، وهو أحد أفراد زمالة الجمعية الملكية (منذ 13 أغسطس 1783 حتى 11 مايو 1868) كان طبيبًا اسكتلنديًا وقائدًا استعماريًا ودبلوماسيًا ومؤلفًا وكان بمثابة الحاكم الثاني والأخير في سنغافورة.

## النشأة
ولد في إيسلاي، في أرغيل، اسكتلندا، وهو ابن الطبيب صموئيل كراوفورد ومارغريت كامبل. تلقى تعليمه في مدرسة بومور. اتبع خطى والده في دراسة الطب وأكمل دورة الطب في جامعة إدنبرة عام 1803 بعمر العشرين سنة.
انضم كراوفورد إلى شركة الهند الشرقية كجراح للشركة، وأُرسل إلى المقاطعات الشمالية الغربية للهند (أتر برديش حاليًا)، حيث عمل في المنطقة المحيطة بدلهي وأغرا منذ عام 1803 حتى عام 1808. وخدم أيضًا في حملات بحيرة بارون.

## في جزر الهند الشرقية
أُرسل كراوفورد في عام 1808 إلى بينانق، حيث كرس نفسه لدراسة اللغة والثقافة الماليزية. في بينانغ، التقى ستامفورد رافلز لأول مرة.
في عام 1811، رافق كراوفورد رافلز في غزو اللورد مينتو لجاوة، والذي تغلب على الهولنديين. عُيّن رافلز نائبًا لحاكم جاوة من قبل مينتو خلال العملية التي استمرت 45 يومًا، وعُيّن كراوفورد في منصب الحاكم المقيم في محكمة يوجياكارتا في نوفمبر 1811. وهناك اتخذ موقفًا حازمًا ضد السلطان هامينجكوبوانا الثاني. شجع باكوبوونو الرابع ملك سوراكارتا السلطان على افتراض أنه يحظى بالدعم في مقاومة البريطانيين، الذي وقف إلى جانب خصومه الذين كانوا: ابنه، ولي العهد، وبانجيران ناتسوكوسوما. حاصرت القوات التي تقودها بريطانيا قصر السلطان، كراتون نجايوجياكارتا هادينينغرات، واستولت عليه في يونيو 1812.
بصفته حاكمًا، تابع كراوفورد أيضًا دراسة اللغة الجاوية، وأقام علاقات شخصية مع الأرستقراطيين والأدباء الجاويين. وتأثر كثيرًا بالموسيقى الجاوية.
أُرسل كراوفورد في بعثات دبلوماسية إلى بالي وسيليبس (سولاويزي الآن). دعمت معرفته بالثقافة المحلية حكومة رافلز في جاوة. ومع ذلك، أراد رافلز إدخال إصلاح الأراضي في شيريبون. كان كراوفورد، بخبرته في الهند والزامينداري، مؤيدًا لـ «نظام القرية» في تحصيل الإيرادات. لذلك عارض محاولات رافلز لإدخال تسوية فردية (ريوتواري) إلى جاوة.

## دبلوماسيًا
أعيدت جافا إلى الهولنديين في عام 1816، وعاد كراوفورد إلى إنجلترا في ذلك العام، وسرعان ما أصبح زميلًا في الجمعية الملكية، وتحول إلى الكتابة. وفي غضون سنوات قليلة استُدعي إلى جنوب شرق آسيا كدبلوماسي. كانت مهماته ذات نجاح محدود واضح.

### البعثة إلى سيام، كوشين الصين
في عام 1821، أرسل الحاكم العام للهند آنذاك، اللورد هاستينغز، كراوفورد إلى بلاط سيام (تايلاند الآن) وكوتشينشينا (فيتنام الآن). كان اللورد هاستينغز مهتمًا بشكل خاص بمعرفة المزيد عن السياسة السيامية فيما يتعلق بدول الملايو الشمالية، وسياسة كوتشينشينا فيما يتعلق بالجهود الفرنسية لتأسيس وجود لها في آسيا. سافر كراوفورد ومعه ملاحظات من هوراس هايمان ويلسون عن البوذية، مثلما كانت مفهومة في ذلك الوقت. عمل كمساعد الكابتن دانجرفيلد من الجيش الهندي، وهو عالم فلك ومساح وجيولوجي ماهر. قاد الملازم رذرفورد ثلاثين سيبوي. عمل عالم الطبيعة الشهير جورج فينلايسون كمسؤول طبي. رافقت السيدة كراوفورد البعثة أيضًا.
في 21 نوفمبر 1821، انطلقت المهمة على متن السفينة جون آدم للملاحة المعقدة والصعبة لنهر هوجلي، واستغرقت سبعة أيام للإبحار لمسافة 140 ميلًا (225 كم) من كلكتا إلى المياه المفتوحة. يكتب كراوفورد أنه بمساعدة باخرة، يمكن سحب السفن في غضون يومين إلى الأمام من دون صعوبة، ثم يضيف في حاشية: «بُنيت أول سفينة بخارية مستخدمة في الهند، بعد حوالي ثلاث سنوات من كتابة هذا المقطع....»
شرع جون آدم في أول زيارة رسمية إلى سيام منذ عودة سيام بعد سقوط أيوثايا عام 1767. سرعان ما وجد كراوفورد أن بلاط الملك راما الثاني لا يزال متورطًا في أعقاب الحرب البورمية السيامية 1809-1812. في 8 ديسمبر 1821، بالقرب من مضيق بابرا (مضيق باك براه الحديث شمال منطقة تالانج) وجد كراوفورد صيادين «في حالة دائمة من عدم الثقة وانعدام الأمن» بسبب النزاعات الإقليمية بين البورميين والسياميين المعادين. في 11 ديسمبر، بعد دخول مضيق ملقا والوصول إلى جزيرة بينانغ، وجد مستوطنات بينانغ وكيدا (سلطنة قدح الحديثة، التي تأسست عام 1136، ولكنها كانت بعد ذلك ولاية خاضعة لحكم سيام) في حالة إنذار. فر السلطان أحمد تاج الدين حليم شاه الثاني، راجا قدح، من راجا ليجور (ناخون سي ثامارات الحديثة) للمطالبة بحق اللجوء في جزيرة أمير ويلز (بينانج الحديثة). استندت المطالبة البريطانية بالجزيرة إلى دفع إيجار متوافق مع القانون الإقطاعي الأوروبي، وخشي كروفورد أن يتحدى السياميون ذلك.
يشير تدوين يومية كراوفورد بتاريخ 1 أبريل 1822 إلى أن السياميين، من جانبهم، كانوا مهتمين بشكل خاص باقتناء الأسلحة. سُئل السياميون بوضوح في هذا الصدد في اجتماع خاص عاجل مع براه كلانج (برايوراونجسي)، وكان الرد هو: «إذا كنا في سلام مع أصدقاء وجيران الأمة البريطانية، فمن المؤكد أنه سيُسمح لنا بشراء الأسلحة النارية والذخيرة في موانئنا، ولكن ليس غير ذلك». في 19 مايو، التقى زعيم لاو (تشاو آنو، ملك فيما يعرف الآن باسم لاوس والذي سيصبح متمردًا قريبًا) مع كراوفورد، وهو أول اتصال دبلوماسي للمملكة المتحدة. وجاءت هذه الزيارة رغم العزلة التي وقعت فيها البعثة. وكانت السفارة الفيتنامية قد وصلت قبل وقت قصير، وكانت التوترات شديدة. نظرًا لأن مذكرة كراوفورد عارضت مصالح شخصيات المحكمة بما في ذلك رجا ليجور ونانجكلاو، كان احتمال النجاح ضئيل. وبحلول أكتوبر، كانت العلاقات في حالة انحسار منخفضة. انتقل كراوفورد إلى سايغون، لكن مينه مانج رفض رؤيته.

### حاكم سنغافورة
عُين كراوفورد حاكمًا بريطانيًا لسنغافورة في مارس 1823. وتلقى أوامر لتقليل الإنفاق على المصنع الحالي هناك، لكنه استجاب بدلًا من ذلك للتمثيلات التجارية المحلية، وأنفق الأموال على أعمال استصلاح النهر. أبرم أيضًا الاتفاقية النهائية بين شركة الهند الشرقية والسلطان حسين شاه من جوهور مع تيمينجونج بشأن وضع سنغافورة في 2 أغسطس 1824. وكان ذلك تتويجًا للمفاوضات التي بدأها رافلز في عام 1819، والاتفاقية تُسمى الآن أحيانًا معاهدة كراوفورد. وكان له مدخلات في المعاهدة الأنجلو هولندية لعام 1824 التي تتناول مناطق النفوذ في جزر الهند الشرقية.
كان كراوفورد على علاقة ودية مع مونشي عبد الله. حرر وساهم في صحيفة سنغافورة كرونيكل لفرانسيس جيمس برنارد، وهي أول صحيفة محلية ظهرت لأول مرة بتاريخ 1 يناير 1824. سُمي شارع كراوفورد وجسر كراوفورد في سنغافورة على اسمه.